# L'Appât (film, 1995)
Pour les articles homonymes, voir L'Appât.
Pour plus de détails, voir Fiche technique et Distribution.
L'Appât est un film français réalisé par Bertrand Tavernier, sorti en 1995. L'histoire est adaptée d'un roman de Morgan Sportès, L'Appât, lui-même tiré d'un fait divers ayant eu lieu à Paris dans les années 1980.

## Synopsis
Une jeune femme sert d'« appât » en boîtes de nuit, faisant semblant d'être séduite et permettant à ses acolytes de s'introduire chez l'homme qu'ils ont choisi comme proie, une fois qu'il ramène la jeune femme chez lui. D'abord conçu afin de réaliser des cambriolages, ce scénario tourne à la torture et à la folie sanguinaire.
Le récit est basé sur un fait judiciaire réel des années 1980 : l'affaire Hattab-Sarraud-Subra.

## Fiche technique
- Titre : L'Appât
- Réalisation : Bertrand Tavernier
- Scénario : Bertrand Tavernier et Colo Tavernier, d'après le roman de Morgan Sportès paru en 1990
- Production : Frédéric Bourboulon et René Cleitman
- Budget : 5,35 millions de francs
- Musique : Philippe Haïm
- Photographie : Alain Choquart
- Montage : Luce Grunenwaldt
- Décors : Émile Ghigo
- Costumes : Marpessa Djian
- Pays de production :  France
- Langue : français
- Format : couleurs - 1,85:1 - Dolby Digital - 35 mm
- Genre : drame
- Durée : 115 minutes
- Date de sortie : 8 mars 1995 (France)
- Film interdit aux moins de 12 ans lors de sa sortie en France

## Distribution
- Marie Gillain : Nathalie Magnan
- Olivier Sitruk : Éric
- Bruno Putzulu : Bruno
- Richard Berry : Alain
- Philippe Duclos : Antoine
- Marie Ravel : Karine
- Clotilde Courau : Patricia
- Jean-Louis Richard : le patron du restaurant
- Christophe Odent : Laurent
- Jean-Paul Comart : Michel
- Philippe Héliès : Pierre
- Jacky Nercessian : Monsieur Tapiro
- Jeanne Goupil : la mère de Nathalie
- Alain Sarde : Philippe
- Daniel Russo : Jean-Pierre
- Philippe Torreton : le chef de la police
- François Berléand : l'inspecteur Durieux
- Thierry Gimenez : un policier
- François Levantal : un policier
- Isabelle Sadoyan : la grand-mère d'Éric

## Distinctions
- Ours d'or à la Berlinale 1995
- Prix de la meilleure actrice (Marie Gillain) et du meilleur montage, lors du Festival du film de Gramado 1995
- Nomination au prix du meilleur espoir masculin (Olivier Sitruk) et meilleur espoir féminin (Marie Gillain), lors des César 1996